# ووکاش پاوووفسکی
ووکاش پاوووفسکی (انگلیسی: Łukasz Pawłowski؛ زادهٔ ۱۱ ژوئن ۱۹۸۳) قایقران روئینگ اهل لهستان است.
از فیلم‌های او می‌توان به قانون حقیقی اشاره کرد.